# Уосатч Фронт 100
Уосатч Фронт 100 (англ. Wasatch Front 100 Mile Endurance Run - 100-мильный ультрамарафон, проводимый ежегодно в первую пятницу после Дня труда в штате Юта, США. Девизом пробега Уосатч является фраза "Сто миль небес и ада".

## История забега
Дистанцию пробега Уосатч впервые преодолели в 1980 году пять местных бегунов, которые вдохновились пробегом Вестерн Стейтс, первым из современных 100-мильников. В следующем году уже 7 человек участвовали в забеге, но ни один из них не финишировал. К 1990 мероприятие стало регулярно собирать более 100 бегунов, и эта цифра выросла до 321 в 2014.

## Трасса
Суммарный набор высоты пробега Уосатч Фронт составляет более 8700 метров. Трасса пересекает регион Уосатч Фронт, висты впадин и горных хребтов, Большое Соленое озеро, обрывистые каньоны, широкие плато и скалистые вершины. Старт забега располагается в Кейсвилле, Юта и проходит по вершине хребта Уосатч, затем спускается к лыжному курорту Солджер Холлоу. Высота колеблется от 1400 до 3200 метров. Температура воздуха днем может доходить до 30 градусов, а ночью на хребтах опускаться ниже нуля. Сентябрьская погода в Юте бывает разной. В некоторые годы бывает сильная жара, а в 2010 бегунам пришлось иметь дело со снегом на первых четырех милях дистанции. Элитные спортсмены обычно финишируют в районе 20 часов, тогда как лимит времени прохождения трассы - 36 часов.
Многие годы Уосатч Фронт считался самым сложным 100-милльником, но с появлением пробега Хардрок 100 в Колорадо, это заявление стало спорным. Сторонники Уосатч Фронт апеллируют тем, что у Хардрок 100 48-часовой лимит времени для финиша, таким образом последний попадает в категорию многодневных пробегов. Однако оба забега несомненно очень сложны для преодоления и бросают свои вызовы участникам.

## Рекорды трассы
Джефф Роус обладает действующим рекордом среди мужчин с финишным временем 18:30:55, показанным в 2009. Бетани Льюис принадлежит женский рекорд трассы - 22:21:47, который она установила в 2014. 

## Большая Серия
Бегуны, которые участвую в Уосатч Фронт, а также в Вестерн Стейтс в Северной Калифорнии, Вермонт 100 в Вермонте и Ледвилл Трейл 100 в Колорадо в течение одного сезона выполняют Большую Серию Ультрараннинга и награждаются статуэткой с головой орла. Уосатч является последним из четырех забегов, и следовательно, награда за выполнение Большой Серии вручается на церемонии награждения после пробега.
Уосатч является частью пробегов Западной Серии (Уосатч Фронт 100, Ледвилл Трейл 100, Вестерн Стейтс и Анджелес Крест 100), а также одним из забегов на выбор в серии "Скалистые горы" (Хардрок 100, плюс три из четырех на выбор из Уосатч, Бигхорн 100, Беар 100 или Ледвилл Трейл 100).